# Open Source Physics
Open Source Physics es una biblioteca para la simulación física desarrollada en Java bajo licencia libre GPL por la National Science Foundation y Davidson College de Estados Unidos.

## Subproyectos
- OSP libraries: bibliotecas de simulación numérica.
- Easy Java Simulations (Ejs): entorno de modelado para generar código Java automáticamente.
- Tracker: programa de análisis de vídeo.
- OSP Curricular Development: recursos para la enseñanza.

## Galardones
La revista Science y la Asociación Americana para el Avance de la Ciencia (AAAS) han reconocido la valía de la iniciativa con un galardón